# Santa Fe Industries
Die Santa Fe Industries (SFI) war ein amerikanisches Holdingunternehmen. Wichtigstes Tochterunternehmen war die Bahngesellschaft Atchison, Topeka and Santa Fe Railway.

## Geschichte
Dem allgemeinen Trend in der Bahnindustrie folgend, wurde im November 1967 die Santa Fe Industries gegründet. Das Unternehmen diente als Holdinggesellschaft für die Bahntochter Atchison, Topeka and Santa Fe Railway sowie den Unternehmen in anderen Wirtschaftssektoren. Auf Grund kartellrechtlicher Vorgaben, war es Bahngesellschaften nicht möglich in anderen Wirtschaftsbereichen zu investieren. Der Ausweg bestand in der Gründung einer übergeordneten nicht regulierten Holdinggesellschaft, der dann die einzelnen Unternehmen untergeordnet waren. Außerdem war es durch dieses Konzernkonstrukt möglich, liquide Mittel aus einem Konzernbereich in einen anderen zu verschieben. Im Gegensatz zu anderen ähnlichen Holdinggesellschaften agierte die Santa Fe Industries eher vorsichtig.
Die ersten größeren Akquisitionen erfolgten 1973 mit dem Generalbauunternehmen Robert E. McKee Inc., dem Dienstleistungsunternehmen The Zia Company, der Walker-Kurth Lumber Corporation und der Security Guard Service. 1974 wurden 75,6 % des Umsatzes durch die Bahngesellschaft, 2,8 % durch den LKW-Transport, 1,2 % durch Pipelines, 7,9 % durch die Erdölförderung, 2,4 % durch die Holzwirtschaft und 9,8 % durch Immobilien- und Baugeschäfte erwirtschaftet.
1976 wurde Global Security und 1977 Westates Petroleum gekauft. Im gleichen Jahr wurden die Kohleunternehmen Gallow Wash Coal, Hospah Coal und Pintada Coal gegründet und Gross-Yowell erworben. 1979 kaufte das Unternehmen 8900 Hektar Forstland von der International Paper Company.
Ab Anfang der 1980er Jahre wurde über eine Fusion der Gesellschaft mit einer anderen v. a. Bahngesellschaft nachgedacht. Die 1980 begonnenen Gespräche mit der Southern Pacific Company endet vorerst ergebnislos. Unter dem neuen Chairman John J. Schmidt wurden die Fusionsabsichten erneuert. So war Anfang des Jahres 1983 auch eine Fusion mit Conrail oder der Norfolk Southern Corporation im Gespräch. Schließlich gelang es John J. Schmidt eine Fusion der Santa Fe mit der Southern Pacific in die Wege zu leiten. Das zum 23. Dezember 1983 neu entstandene gemeinsame Unternehmen firmierte unter Santa Fe Southern Pacific Corporation.

## Unternehmensstruktur
Das Unternehmen gliederte sich um 1974 wie folgt:
- Santa Fe Industries
  - Santa Fe Pacific Railroad
  - Robert E. McKee Inc
  - Santa Fe Terminal Services
  - Santa Fe Natural Ressources
    - Chanslor-Western Oil & Development Co,
    - Coline Gasoline Corporation
    - Oil Development Co. of Texas
    - Kirby Lumber Corporation
    - Walker-Kurth Lumber Corporation
    - Cherokee & Pittsburg Coal & Mining Co.
    - Coline Oil Corporation
    - Oil Development Co. of Utah
    - Southwestern Improvement Co.

  - Atchison, Topeka and Santa Fe Railway (mit mehreren Bahngesellschaften als Tochterunternehmen)
  - Santa Fe Trail Transportation
  - Standard Office Building Corporation (Eigentümer des Railway Exchange Buildings in Chicago [Unternehmenssitz])
  - Santa Fe Pipelines Inc.
    - Santa Fe Pipeline Company
    - Gulf Central Storage & Terminal Company
    - San Diego Pipeline Company (50 %)
    - Gulf Central Pipeline Company
    - Gulf Central Storage & Terminal Company of Nebraska
    - Southwest Pipe Line Co.

  - Santa Fe Land Improvement Company
    - Santa Fe Plaza Corporation

  - The Zia Company
    - Los Alamos Constructors
    - Security Guard Service Inc.

## Unternehmensleitung

### Chairman
- 1967–1973: Ernest S. Marsh  (sowie Chief Executive Officer)[4]
- 1973–1983: John S. Reed
- 1983: John J. Schmidt

### Präsident
- 1978–1983: John J. Schmidt
- 1983: W. John Swartz

## Unternehmenssitz
Sitz des Unternehmens war in Chicago im Railway Exchange Building.